# Nationalpark Antisana

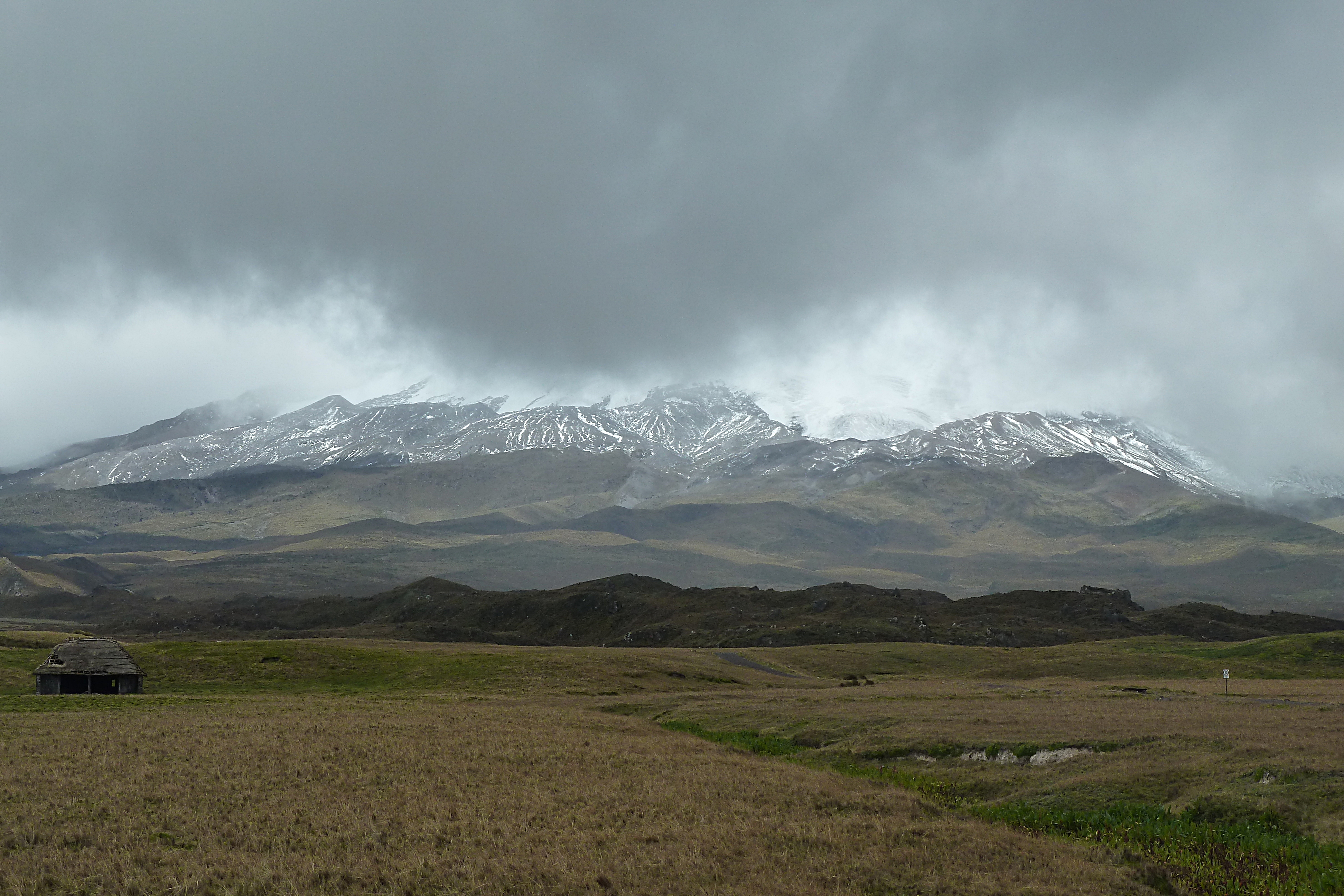
Landschaft am Fuße des Vulkans Antisana

Der Nationalpark Antisana (spanisch Parque Nacional Antisana) befindet sich im Norden von Ecuador. Der Nationalpark geht aus der am 21. Juli 1993 gegründeten Reserva Ecológica Antisana hervor. Am 21. Juli 2021 wurde das Schutzgebiet zum vierzehnten Nationalpark Ecuadors erklärt.

## Lage
Der Nationalpark Antisana liegt in den Provinzen Napo und Pichincha, 50 km südöstlich der Hauptstadt Quito. Das Gebiet liegt in Höhen zwischen 2000 m und 5758 m.
Im Norden wird das Schutzgebiet vom Flusstal des Río Pastaza begrenzt. Im Nordwesten des Schutzgebietes erhebt sich der (5758 m) hohe namengebende Vulkan Antisana. Im Osten reicht der Nationalpark bis zur Straße Baeza–Tena. Der Unterlauf des Río Cosanga liegt außerhalb des Nationalparks. Der Nationalpark Antisana grenzt im äußersten Nordwesten an den Nationalpark Cayambe Coca, im äußersten Osten an den Nationalpark Sumaco Napo-Galeras sowie im Süden an die Reserva Biológica Colonso Chalupas.

## Ökologie
Das Gebiet erstreckt sich über einen Abschnitt der Cordillera Real und umfasst die Gletscherregionen des Antisana, den Páramo sowie Bergwälder. In dem Areal wurden 418 Vogelarten, 73 Säugetierarten sowie 61 Amphibien- und Reptilienarten gezählt. In dem Gebiet kommt die Kröten-Art Osornophryne antisana vor. Zur Fauna des Páramo gehören der Brillenbär, die Weißwedelhirsch-Unterart Odocoileus virginianus ustus, der Nordpudu, der Bergtapir, der Puma, die Garlepp-Pampaskatze und der Andenschakal. Zur Vogelwelt des Nationalparks gehören der Streifenkarakara und die Andenmöwe.